# 线序剪股颖
线序剪股颖（学名：Agrostis sinkiangensis）为禾本科剪股颖属下的一个种。种加名 sinkiangensis 意为“新疆的”。